# 東長原駅
東長原駅（ひがしながはらえき）は、福島県会津若松市河東町熊野堂字一本木にある、東日本旅客鉄道（JR東日本）磐越西線の駅である。

## 歴史
当駅の向かいに東長原事業所が位置する昭和電工が、従業員輸送を目的として全額会社負担により当駅を建設した。また、事業所構内に専用線を引き込む工事も同時に行われ、当駅から2段のスイッチバックにより登っていく構造とされていた。廃止後もその痕跡が確認できる。

### 年表
- 1940年（昭和15年）12月20日：鉄道省の駅として開業[3]。
- 1972年（昭和47年）9月1日：荷物の扱いを開始[5]。
- 1984年（昭和59年）1月15日：荷物の扱いを廃止[5]。
- 1987年（昭和62年）4月1日：国鉄分割民営化により、JR東日本の駅となる[5][6]。
- 1993年（平成5年）3月19日：会津若松駅からの駅員派遣を中止。完全無人化。
- 2001年（平成13年）：現駅舎に改築。
- 2024年（令和6年）10月1日：えきねっとQチケのサービスを開始[1][7]。

## 駅構造
単式ホーム2面2線を有する地上駅である。互いのホームは構内踏切で連絡している。
あいづ統括センター（会津若松駅）管理の無人駅である。有人駅だったころの駅舎は撤去され、簡易な待合所がある。

### のりば
| 番線 | 路線      | 方向 | 行先         |
| ---- | --------- | ---- | ------------ |
| 1    | ■磐越西線 | 上り | 郡山方面     |
| 2    | ■磐越西線 | 下り | 会津若松方面 |

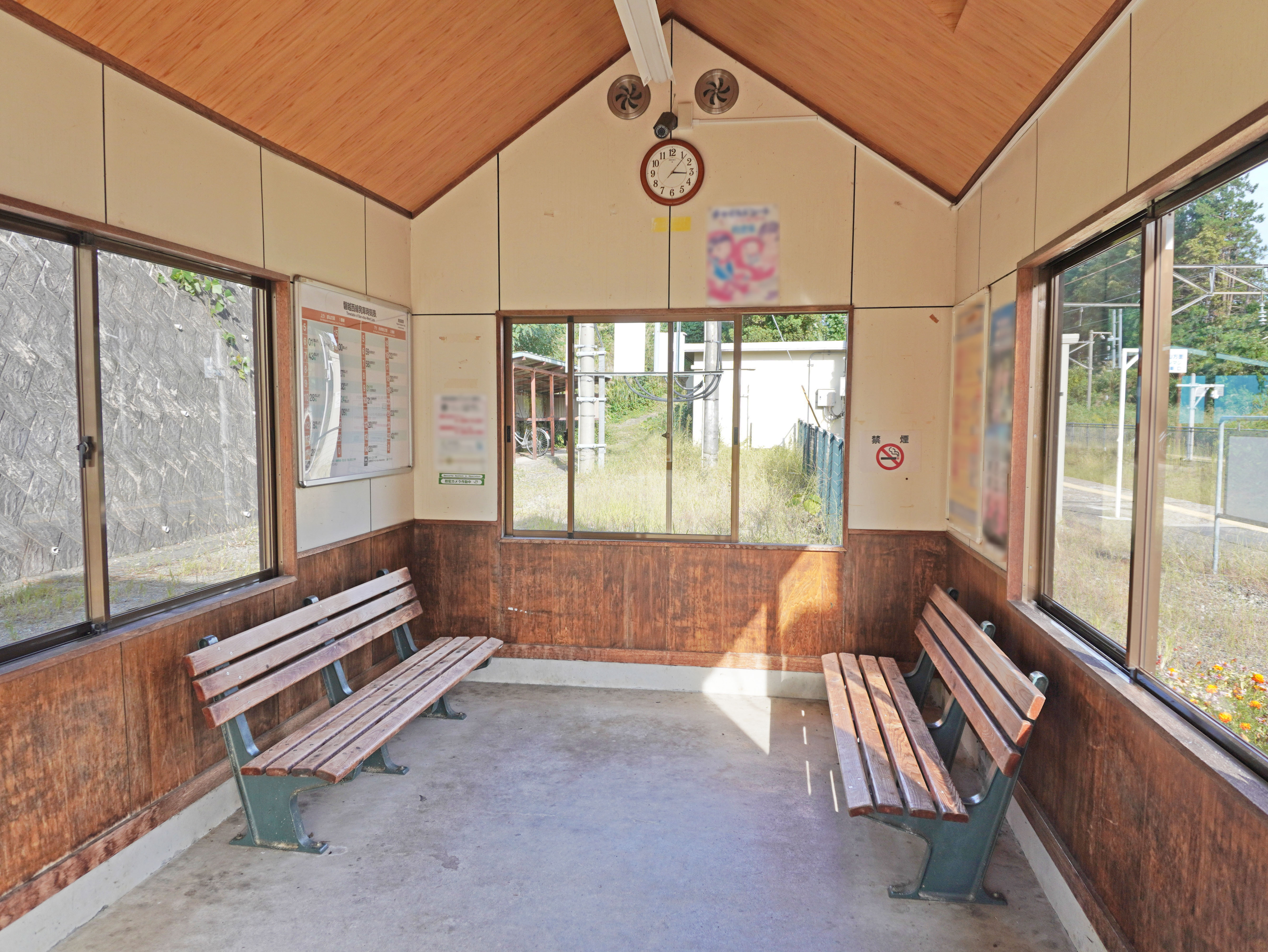
待合室（2022年9月）
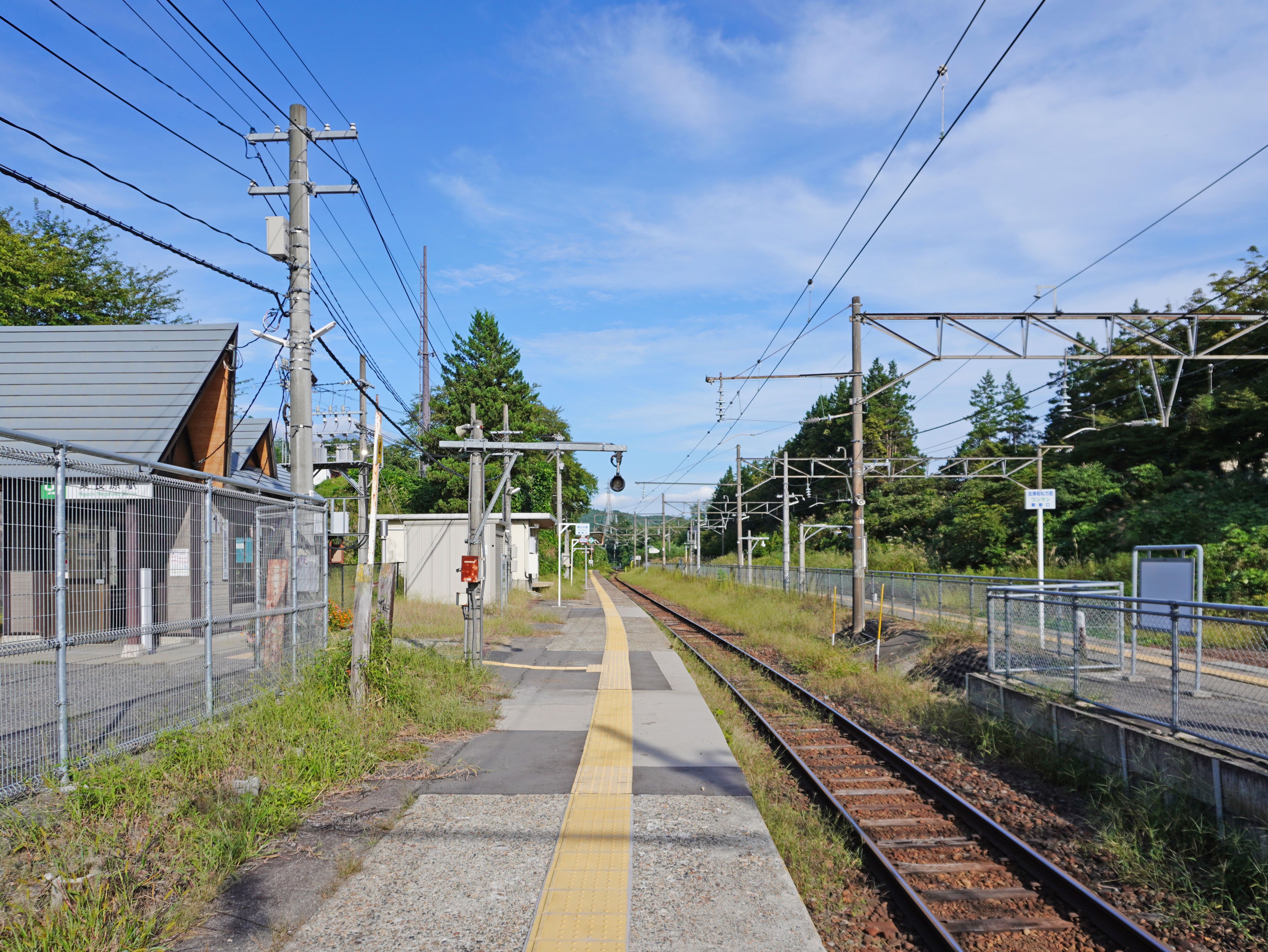
1番線ホーム（2022年9月）
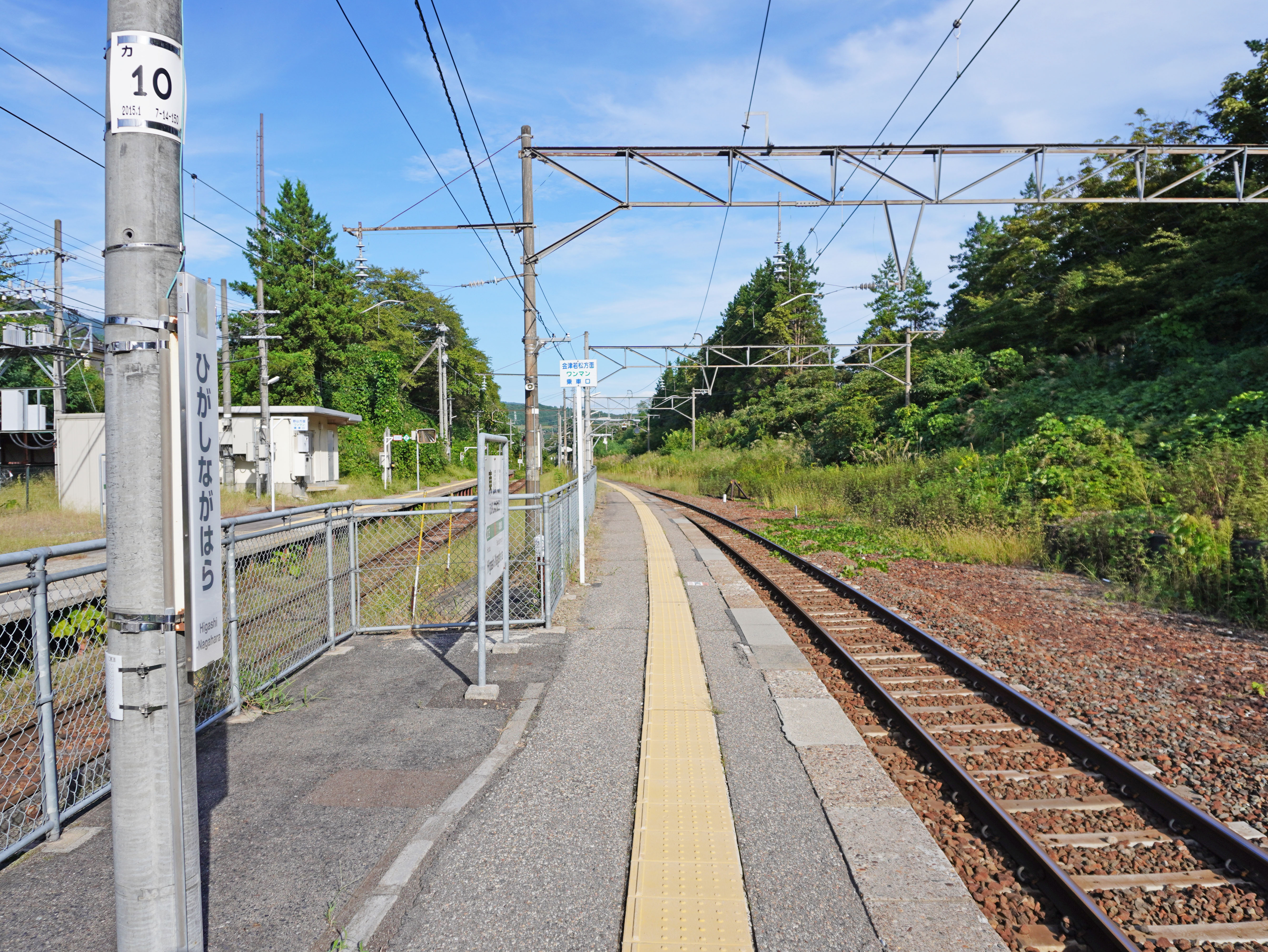
2番線ホーム（2022年9月）
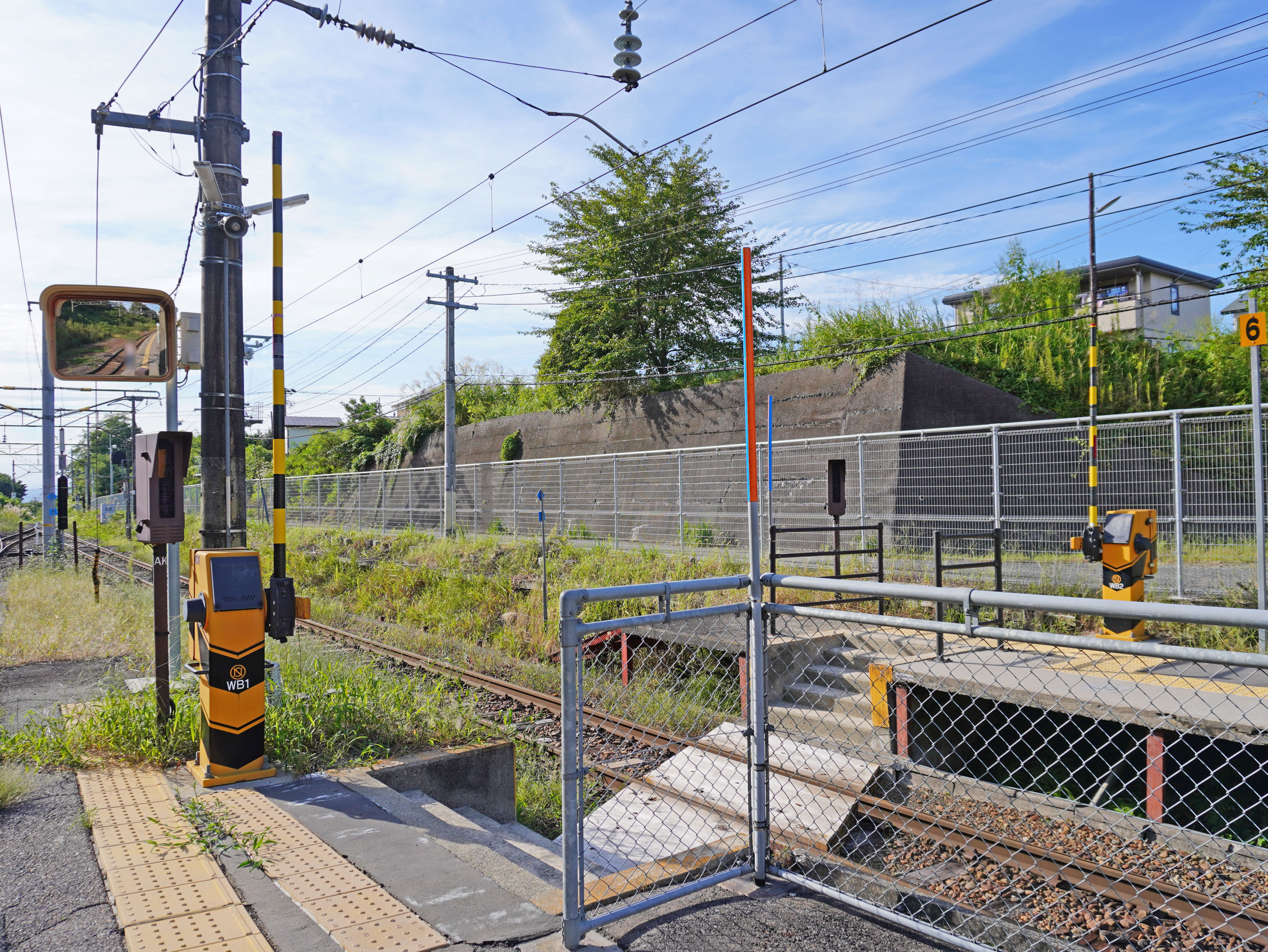
構内踏切（2022年9月）

## 利用状況
「福島県統計年鑑」によると、2000年度（平成12年度）- 2004年度（平成16年度）の1日平均乗車人員の推移は以下のとおりであった。
| 乗車人員推移       | 乗車人員推移     | 乗車人員推移 |
| 年度               | 1日平均 乗車人員 | 出典         |
| ------------------ | ---------------- | ------------ |
| 2000年（平成12年） | 112              | [ 9 ]        |
| 2001年（平成13年） | 118              | [ 10 ]       |
| 2002年（平成14年） | 115              | [ 11 ]       |
| 2003年（平成15年） | 109              | [ 12 ]       |
| 2004年（平成16年） | 101              | [ 13 ]       |

## 駅周辺
- 東長原郵便局
- 昭和電工東長原事業所 - かつては当駅から専用線が伸びていた。
- 日橋川
- 福島県道337号喜多方河東線

## 隣の駅
東日本旅客鉄道（JR東日本）
■磐越西線
□快速「あいづ」
通過
□快速（一部列車のみ停車）・■普通
磐梯町駅 - 東長原駅 - 広田駅